# 北大营营房旧址
北大营营房旧址，簡稱北大營，是位於中華人民共和國遼寧省沈阳市的一處不可移動文物和全国重点文物保护单位，曾經作為兵營使用，也是九一八事變時首個遭關東軍進攻的地點。
2011年，该营房旧址被沈阳文保志愿者发现，并先后列入沈阳市及辽宁省文物保护单位。2019年，北大营营房旧址入選第八批全国重点文物保护单位，而在营房旧址上改造的陈列馆于2021年12月23日正式对公众开放参观。

## 歷史
清朝光绪三十三年（1907年），东三省总督徐世昌在奉天省省城北门约5公里的喇嘛园子修建兵營，這座兵營被稱為北大营。北大营為正方形，每边邊长约2000米。北大营四周有两米高的土围子。土围子两侧有1米深、3米宽的壕沟。每边的土围子中间設有卡子门和岗哨。北大营的主营门為南卡子门。营区内的南部为大操场，东、西、北部為兵舍，中部为协统办公处。在大操场和营房之间為宽3米的林荫路。南卡子门到协统办公处也有一條道路。
1911年10月10日，武昌起义爆發後，駐守北大营的陆军第二混成协协统蓝天蔚与革命党人在北大营決定响应武昌起义。蓝天蔚還派人與第六镇统制吴禄贞，第二十镇统制张绍曾联系。革命党人推举蓝天蔚为关外革命军讨虏大都督。10月29日，蓝天蔚与张绍曾、卢永祥等致电清政府，提出十二项条件。11月6日下午，蓝天蔚在北大营召集革命党人开会，打算驱逐东三省总督赵尔巽，宣布东三省独立。不過蓝天蔚的部下李际春卻向赵尔巽告密。赵尔巽得知後採取行動，派张作霖进驻奉天，並剥夺张绍曾兵权，還暗杀吴禄贞。11月14日，赵尔巽解除蓝天蔚第二混成协协统的职务。
蓝天蔚被解除職務後，繼任协统為聂汝清。由於聂汝清克扣军饷，1912年6月19日，北大營內的三标一营、二营和三營發動兵變，進攻奉天省城大北边门。赵尔巽派张作霖和吴庆桐出城鎮壓哗变士兵。此次兵變很快被鎮壓，北大营也被张作霖占据。此後北大营成為张作霖的据点。
1915年，张作霖将北大营原有的3550余间房间全部拆舊翻新。1922年，张作霖在北大营架设电灯。1923年，为了救济，张作霖在北大营设立军人工厂和制造枪炮的制造厂。1924年9月，北大营长波无线电台竣工。1922年6月，军人运动大会北大营东操场召开。1930年10月9日，张学良就任陆海空军副司令，並在北大营举行大阅兵典礼，允许市民参观。
1931年9月18日晚10时20分，关东军炸毁南满铁路柳条湖地区一段路轨，聲稱是中国军队所为（柳條湖事件）。晚10时25分，关东军進攻北大营。9月19日凌晨5点30分，關東軍佔領北大营並在营內纵火，使得北大營成為一片廢墟。1942年11月至1943年11月，日軍將太平洋战争东南亚战场中的一部分盟军战俘關押在北大营。1943年7月，這些戰俘被轉移至奉天俘虏收容所（现大东区和睦路附近）。
日军投降后，北大营旧址一度闲置，直至中華人民共和國建國後的1952年，中国人民志愿军汽车十团教导队进驻营区，开始清理营区，修复部分营房，并入驻训练使用。随后由于中国城市建设需要，大部分营区划给地方使用，营区基地总面积只剩14万平方公尺。1965年11月，中共東北军区后勤干部训练大队迁入北大营地区。1981年，大队纳入大连陆军学校编制，为新建学员宿舍楼、综合楼、食堂、家属宿舍及附属配套用房又拆迁了原有营房多座。
2011年，一些沈阳文物志愿保护者通过卫星定位发现三栋平房，疑似为北大营残留营房。经沈阳市文物局组织沈阳“九一八”历史博物馆等单位的专家鉴定，认定确实是北大营营房旧址。经实地考察并对照历史资料最终确认，现存的三栋平房为当年独立第七旅部分部队营房。其中2号营房保存基本完整，长约113.78米，宽7.11米，现为居民住宅，有住户20户左右。另两栋已经过多次改造。1号营房长60.58米，宽7.11米，原作为仓库使用，现闲置。3号营房长34.58米，宽7.05米，原作为仓库使用，现闲置。
2012年，沈阳市文物局将北大營內殘存的两栋半约100米长，7.5米宽的营房列为沈阳市不可移动文物。2014年10月，北大营营房旧址入选辽宁省第九批省级重点文物保护单位。2019年，北大营营房旧址入選第八批全国重点文物保护单位，并进行修缮及改造为陈列馆的工作。
2021年12月23日，北大营旧址陈列馆正式对外开放。该陈列馆总面积为1.1万余平方米，设置“国难降临 奋起反抗”、“抗战印记 城市荣光”等主题，通过400余幅历史照片、200余件历史文物以及电子地图、场景复原、全景沙盘等多种现代化手段对历史进行展示。